# Emile Smith Rowe
Emile Smith Rowe (Croydon, 28 luglio 2000) è un calciatore inglese, centrocampista del Fulham.

## Caratteristiche tecniche
Centrocampista, può giocare sia alle spalle di un centravanti, sia come esterno sulla fascia destra o sinistra. Veloce, dinamico ed abile tecnicamente, è dotato di grandi capacità di tiro e di un’ottima visione di gioco; è considerato uno dei migliori prospetti del calcio inglese e per le sue caratteristiche viene paragonato a Kevin De Bruyne.

## Carriera

### Club

#### Arsenal e prestiti
Entra a far parte del settore giovanile dell'Arsenal a 10 anni, nel 2010. A partire dal 2018 inizia ad allenarsi con la prima squadra, mettendosi in mostra nell'International Champions Cup grazie alle ottime prestazioni fornite contro Atlético Madrid e Paris Saint-Germain, dove mette a segno rispettivamente un gol e un assist. Il 31 luglio dello stesso anno firma il suo primo contratto da professionista, della durata di 5 anni.
Fa il suo esordio fra i professionisti il 20 settembre, subentrando ad Alex Iwobi nel secondo tempo del match di UEFA Europa League vinto 4-2 contro il Vorskla, diventando il primo giocatore nato negli anni 2000 ad esordire con i Gunners. Nella successiva giornata di Europa League vinta 3-0 contro il Qarabağ, trova la sua prima rete in carriera grazie ad un destro in area su assist di Iwobi, gol che fa di lui il primo giocatore nato dopo il 2000 a segnare per il club londinese. Nella quinta partita del girone di Europa League, vinta per 3-0 sul campo del Vorskla, mette a segno la sua seconda marcatura con i Gunners.
Il 31 gennaio 2019 viene ceduto in prestito al RB Lipsia.
A fine prestito, in cui ha trovato poco spazio a causa di problemi fisici, fa ritorno all'Arsenal, con cui ha esordito in Premier League il 15 dicembre 2019 nella sconfitta per 0-3 contro il Manchester City.
Il 10 gennaio 2020 viene ceduto in prestito all'Huddersfield Town.

#### Ritorno all'Arsenal
Terminato il prestito all'Huddersfield fa nuovamente ritorno ai Gunners; al contrario dei due anni precedenti milita nel club per tutta la stagione, affermandosi anche come titolare una volta smaltito un infortunio alla spalla. Il 9 maggio 2021 realizza pure la sua prima rete in Premier League nel successo per 3-1 contro il West Bromwich. La stagione 2021/2022 è la sua migliore in maglia gunners dove termina in doppia cifra con goal in Premier League dimostrando di essere tra i talenti più interessanti del campionato. A limitarne il potenziale sono gli infortuni che tornano in entrambe delle due stagioni successive, tenendolo cosi ai box per la maggior parte della stagione.

#### Fulham
Il 2 agosto 2024 viene ceduto a titolo definitivo al Fulham che decide di puntarci nonostante le ultime stagioni difficili a causa infortuni. Segna il primo goal nella vittoria casalinga contro il Leicester City per 2-1. Ritrova il goal nella sfida contro il Newcastle vinta per 3-1,confermando cosi il buon avvio di stagione.

### Nazionale
Ha conquistato con la nazionale under-17 inglese il secondo posto nell'Europeo di categoria del 2017, vincendo poi nel corso dello stesso anno il Mondiale grazie alla vittoria per 5-2 in finale contro la Spagna.
Nel novembre 2021 viene convocato per la prima volta in nazionale maggiore, con cui esordisce Il 12 del mese stesso nel successo per 5-0 contro l'Albania. Tre giorni dopo parte per la prima volta da titolare in trasferta contro San Marino, segnando il suo primo gol con l'Inghilterra contribuendo così allo 0-10 dei suoi.

## Statistiche

### Presenze e reti nei club
Statistiche aggiornate al 19 maggio 2024.
| Stagione        | Squadra           | Campionato      | Campionato | Campionato | Coppe nazionali | Coppe nazionali | Coppe nazionali | Coppe continentali | Coppe continentali | Coppe continentali | Altre coppe | Altre coppe | Altre coppe | Totale | Totale | Totale |
| Stagione        | Squadra           | Comp            | Pres       | Reti       | Comp            | Pres            | Reti            | Comp               | Pres               | Reti               | Comp        | Pres        | Reti        | Pres   | Reti   |        |
| --------------- | ----------------- | --------------- | ---------- | ---------- | --------------- | --------------- | --------------- | ------------------ | ------------------ | ------------------ | ----------- | ----------- | ----------- | ------ | ------ | ------ |
| 2018-gen. 2019  | Arsenal           | PL              | 0          | 0          | FACup+CdL       | 0+2             | 1               | UEL                | 4                  | 2                  | -           | -           | -           | 6      | 3      |        |
| gen.-giu. 2019  | RB Lipsia         | BL              | 3          | 0          | CG              | 0               | 0               | UEL                | -                  | -                  | -           | -           | -           | 3      | 0      |        |
| 2019-gen. 2020  | Arsenal           | PL              | 2          | 0          | FACup+CdL       | 0+1             | 0               | UEL                | 3                  | 0                  | -           | -           | -           | 6      | 0      |        |
| gen.-lug. 2020  | Huddersfield Town | FLC             | 19         | 2          | FACup+CdL       | -               | -               | -                  | -                  | -                  | -           | -           | -           | 19     | 2      |        |
| 2020-2021       | Arsenal           | PL              | 20         | 2          | FACup+CdL       | 1+1             | 1+0             | UEL                | 11                 | 1                  | CS          | 0           | 0           | 33     | 4      |        |
| 2021-2022       | Arsenal           | PL              | 33         | 10         | FACup+CdL       | 0+4             | 1               | -                  | -                  | -                  | -           | -           | -           | 37     | 11     |        |
| 2022-2023       | Arsenal           | PL              | 12         | 0          | FACup+CdL       | 1+0             | 0               | UEL                | 1                  | 0                  | -           | -           | -           | 14     | 0      |        |
| 2023-2024       | Arsenal           | PL              | 13         | 0          | FACup+CdL       | 1+1             | 0               | UCL                | 3                  | 0                  | CS          | 1           | 0           | 19     | 0      |        |
| Totale Arsenal  | Totale Arsenal    | Totale Arsenal  | 80         | 12         |                 | 12              | 3               |                    | 22                 | 3                  |             | 1           | 0           | 115    | 18     |        |
| Totale carriera | Totale carriera   | Totale carriera | 103        | 14         |                 | 12              | 3               |                    | 22                 | 3                  |             | 1           | 0           | 137    | 20     |        |

### Cronologia presenze e reti in nazionale
| Cronologia completa delle presenze e delle reti in nazionale ― Inghilterra | Cronologia completa delle presenze e delle reti in nazionale ― Inghilterra | Cronologia completa delle presenze e delle reti in nazionale ― Inghilterra | Cronologia completa delle presenze e delle reti in nazionale ― Inghilterra | Cronologia completa delle presenze e delle reti in nazionale ― Inghilterra | Cronologia completa delle presenze e delle reti in nazionale ― Inghilterra | Cronologia completa delle presenze e delle reti in nazionale ― Inghilterra | Cronologia completa delle presenze e delle reti in nazionale ― Inghilterra |
| Data                                                                       | Città                                                                      | In casa                                                                    | Risultato                                                                  | Ospiti                                                                     | Competizione                                                               | Reti                                                                       | Note                                                                       |
| -------------------------------------------------------------------------- | -------------------------------------------------------------------------- | -------------------------------------------------------------------------- | -------------------------------------------------------------------------- | -------------------------------------------------------------------------- | -------------------------------------------------------------------------- | -------------------------------------------------------------------------- | -------------------------------------------------------------------------- |
| 12-11-2021                                                                 | Londra                                                                     | Inghilterra                                                                | 5 – 0                                                                      | Albania                                                                    | Qual. Mondiali 2022                                                        | -                                                                          | 77’                                                                        |
| 15-11-2021                                                                 | Serravalle                                                                 | San Marino                                                                 | 0 – 10                                                                     | Inghilterra                                                                | Qual. Mondiali 2022                                                        | 1                                                                          | 73’                                                                        |
| 29-3-2022                                                                  | Londra                                                                     | Inghilterra                                                                | 3 – 0                                                                      | Costa d'Avorio                                                             | Amichevole                                                                 | -                                                                          | 62’                                                                        |
| Totale                                                                     |                                                                            | Presenze                                                                   | 3                                                                          |                                                                            | Reti                                                                       | 1                                                                          |                                                                            |

## Palmarès

### Club
- Community Shield: 2

Arsenal: 2020, 2023

### Nazionale
- Campionato mondiale Under-17: 1

India 2017
- Campionato d'Europa Under-21: 1

Romania-Georgia 2023